# Джон Фрайтаґ
Джон Фрайтаґ (англ. John Freitag, 3 травня 1877 — 20 жовтня 1932) — американський академічний веслувальник.
Бронзовий призер Олімпійських Ігор 1904 року в складі розпашної четвірки без стернового.